# Майрык
Майры́к (укр. Майрик, крымскотат. Mayrıq, Майрыкъ) — исчезнувшее село в Сакском районе Республики Крым (согласно административно-территориальному делению Украины — Автономной Республики Крым), располагавшееся в центре района, в степной зоне Крыма, в балке Листовская (впадающей с востока в озеро Сасык), примерно в 4,5 км северо-восточнее современного села Листовое.

### Динамика численности населения
| - 1806 год — 50 чел. - 1889 год — 40 чел. - 1892 год — 19 чел. | - 1900 год — 19 чел. - 1915 год — 33 чел. - 1926 год — 45 чел. |

## История
Первое документальное упоминание села встречается в Камеральном Описании Крыма… 1784 года, судя по которому, в последний период Крымского ханства Маирык входил в Каракуртский кадылык Бахчисарайского каймаканства. После присоединения Крыма к России (8) 19 апреля 1783 года, (8) 19 февраля 1784 года, именным указом Екатерины II сенату, на территории бывшего Крымского Ханства была образована Таврическая область и деревня была приписана к Евпаторийскому уезду. После Павловских реформ, с 1796 по 1802 год, входила в Акмечетский уезд Новороссийской губернии. По новому административному делению, после создания 8 (20) октября 1802 года Таврической губернии, Майрик был включён в состав Тулатской волости Евпаторийского уезда.
По Ведомости о волостях и селениях, в Евпаторийском уезде с показанием числа дворов и душ… от 19 апреля 1806 года в деревне Майрик числилось 7 дворов, 47 крымских татар и 3 ясыра. На военно-топографической карте генерал-майора Мухина 1817 года деревня Майрик обозначена с 24 дворами. После реформы волостного деления 1829 года Майрик, согласно «Ведомости о казённых волостях Таврической губернии 1829 года», отнесли к Темешской волости (переименованной из Тулатской). На карте 1836 года в деревне 3 двора, а на карте 1842 года деревня Майрык обозначена условным знаком «малая деревня» (это означает, что в ней насчитывалось менее 5 дворов).
В 1860-х годах, после земской реформы Александра II, деревню приписали к Абузларской волости. Майрык обозначен на трёхверстовой карте 1865—1876 годов как деревня с 4 дворами. В «Памятной книге Таврической губернии 1889 года», включившей результаты Х ревизии 1887 года, деревня записана как Мешер с теми же 4 дворами и 40 жителями. По «…Памятной книжке Таврической губернии на 1892 год», в деревне Майрик, входившей в Биюк-Барашский участок, числилось 19 жителей в 3 домохозяйствах.
Земская реформа 1890-х годов в Евпаторийском уезде прошла после 1892 года; в результате деревню приписали к Кокейской волости. По «…Памятной книжке Таврической губернии на 1900 год», в Майрике числилось 19 жителей в 9 дворах и приписано «разорённый». По Статистическому справочнику Таврической губернии. Ч.II-я. Статистический очерк, выпуск пятый Евпаторийский уезд, 1915 год, в деревне Майрык Кокейской волости Евпаторийского уезда числилось 3 двора (1 двор с землёй, 2 — безземельные) с русским населением в количестве 10 человек приписных жителей и 23 — «посторонних», из которых 15 мужчин и 18 женщин. Жители владели 100 десятинами удобной земли. В хозяйствах имелось 25 лошадей, 30 волов, 7 коров и 415 голов мелкого скота.
После установления в Крыму Советской власти, по постановлению Крымревкома от 8 января 1921 года № 206 «Об изменении административных границ» была упразднена волостная система, и село вошло в состав Евпаторийского района Евпаторийского уезда, а в 1922 году уезды получили название округов. 11 октября 1923 года, согласно постановлению ВЦИК, в административное деление Крымской АССР были внесены изменения, в результате которых округа были отменены и произошло укрупнение районов: территорию округа включили в Евпаторийский район. Согласно Списку населённых пунктов Крымской АССР по Всесоюзной переписи 17 декабря 1926 года, в селе Майрик, Кокейского сельсовета Евпаторийского района, числилось 9 дворов, все крестьянские, население составляло 45 человек, из них 35 украинцев и 10 русских. Майрык показан также на километровой карте Генштаба Красной армии 1941 года, но на двухкилометровке РККА 1942 года его уже нет, и в дальнейшем в доступных источниках село не упоминается.